# Moreira Sales
Moreira Sales is een gemeente in de Braziliaanse deelstaat Paraná. De gemeente telt 13.238 inwoners (schatting 2009).